# Dimitar Agura

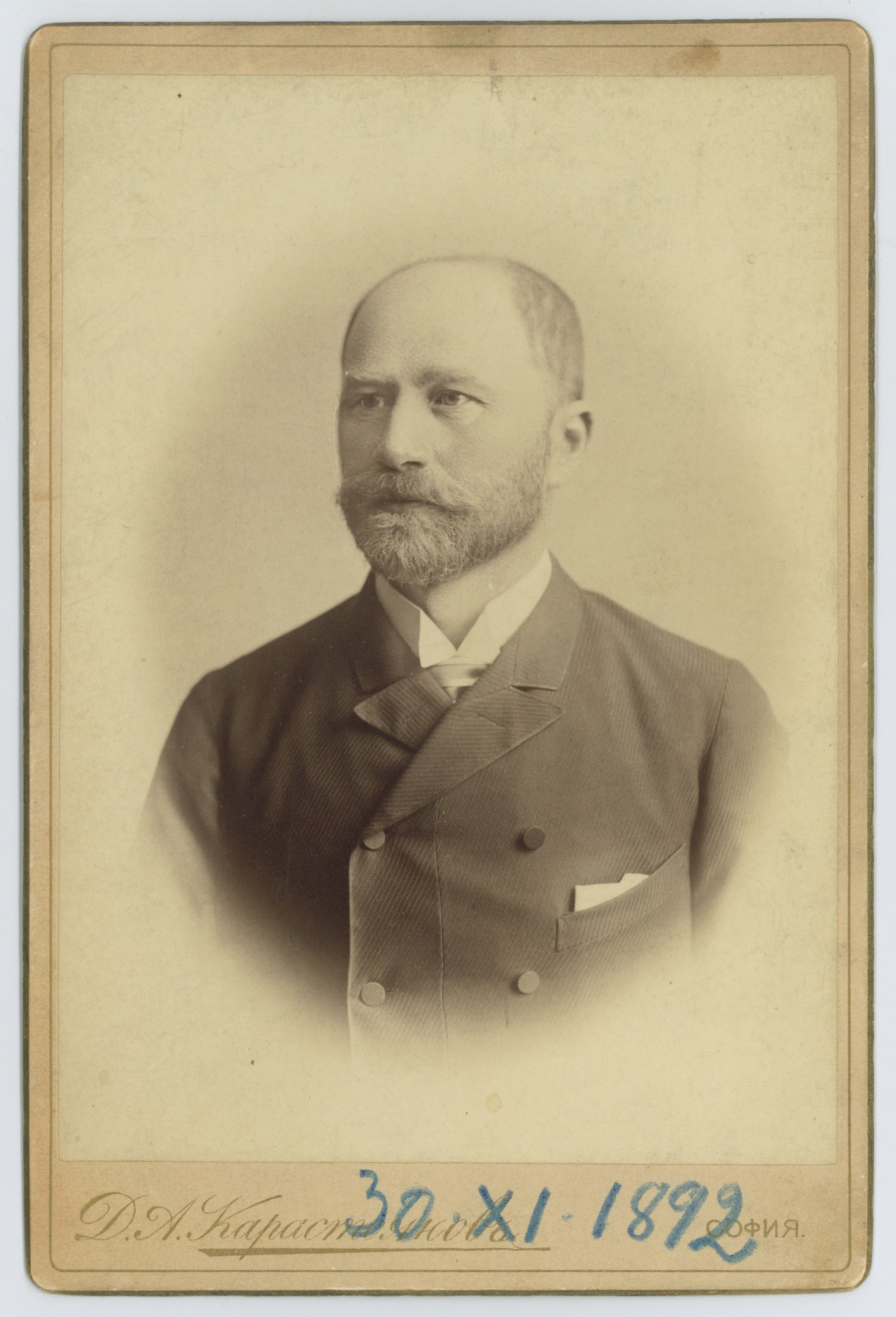
Dimitar Agura, 1892

Dimitar Dimitrow Agura (auch Dimitar Dimitrov Agura, meist nur Dimitar Agura genannt, bulgarisch Димитър Димитров Агура; 26. Oktober 1849 in Krynytschne, damals Russisches Kaiserreich; 11. Oktober 1911 in Iași, Rumänien) war ein bulgarischer Historiker, einer der ersten Geschichtsprofessoren an der Universität Sofia sowie mehrmals Rektor der Universität. Er war Mitglied der III. Bulgarischen Nationalversammlung.

## Leben
Dimitar Agura wurde 1849 in einer bulgarischen Familie (Bulgaren in Bessarabien) in Krynytschne geboren. Er besuchte die bulgarische Schule im nahen Bolgrad, bevor er ab 1868 das Priesterseminar in Iași und 1872 das Studium der Geschichtswissenschaft an der Universität Iași absolvierte. Zunächst arbeitete er als Lehrer in Bârlad (1872–1874) und als Schulinspektor in Iași und Vaslui.
Zwischen 1885 und 1887 war Agura Lehrer für Bulgarische Geschichte und Rumänische Sprache am bulgarischen Wassil-Lewski-Gymnasium in Bolgrad.
Nach der Unabhängigkeit Bulgariens im Zuge des Russisch-Osmanischen Krieges (1877–1878) arbeitete Agura als Beamter im Innenministerium des neugegründeten Fürstentums Bulgarien. Bei den Parlamentswahlen im November 1882 wurde er zum Abgeordneten gewählt und gehörte den russophilen Kräften im Narodno Sabranie an. 1883 wurde er für kurze Zeit Bildungsminister im Kabinett von Leonid Nikolajewitsch Sobolew. Im nächsten Jahr wurde er für ein Schuljahr Leiter des Sofioter Knabengymnasiums und im Jahr darauf bis 1889 des Plowdiwer Realgymnasiums.
Nach der Gründung der Universität Sofia im Jahre 1888 in Sofia wurde Dimiter Agura Dozent für Geschichte ebenda. Zu dieser Zeit wurden die Rektoren aus den akademischen Kreisen der Universität gewählt und Agura wurde Zweiter und insgesamt viermal Rektor der Universität (1889–1890, 1892–1895, 1907–1908).
Im Jahr 1900 wurde Dimitar Agura Mitglied der Bulgarischen Akademie der Wissenschaften. Ein Jahr später war er Mitbegründer der Bulgarischen Gesellschaft für Geschichte und bis zu seinem Tod derer erster Vorsitzender.
Dimitar Agura starb am 11. Oktober 1911 im rumänischen Iași, wo er sich wegen der Feierlichkeiten anlässlich des 50-jährigen Bestehens der Universität Iași aufhielt.

## Schriften (Auswahl)
- Новейшая история на Френската революция до днешно време (1890)
- Бележки по едно научно пътуване в Румъния (1893; Co-Autor)
- Дако-ромъните и тяхната славянска писменост (1893; Co-Autor)
- Средновековна история. Лекции (1904)